# Nicky Katt
Nicky Katt (* 11. Mai 1970 in Acapulco als Agustin Islas; † vor dem 8. April 2025 in Burbank, Kalifornien) war ein US-amerikanischer Schauspieler.

## Leben
Katt wurde am 11. Mai 1970 als Sohn von Carol Katt, einer Kostümdesignerin aus South Dakota, und Agustin Islas, dem Bassisten der mexikanischen Band El Klan, geboren. Er erhielt den gleichen Namen wie sein Vater.
Noch im Kindesalter stand er 1980 für eine Gastrolle in der Fernsehserie Fantasy Island erstmals vor der Kamera. Dabei nahm er das Pseudonym Nicky Katt an. Es folgten weitere Gastauftritte in Serien wie CHiPs oder Quincy, aber auch erste kleine Filmrollen wie 1984 in Gremlins – Kleine Monster. Ihm gelang der Sprung ins Erwachsenenfach, sodass er in den 1990er- und 2000er-Jahren noch häufiger vor der Kamera stand. Im Laufe seiner Hollywood-Karriere verkörperte er besonders oft Schurken oder körperlich einschüchternde Schlägertypen.
In Deutschland wurde er zwischen 2000 und 2002 durch seine Rolle als Harry Senate in der Schulserie Boston Public bekannt. Im Kinobereich war Katt zwar in vielen Fällen nur in eher kleineren Nebenrollen zu sehen, arbeitete aber mehrfach mit bekannten Regisseuren. Beginnend mit dem 1993 erschienenen Teenager-Film Confusion – Sommer der Ausgeflippten, in dem seine Figur in eine Prügelei involviert ist, setzte ihn der Regisseur Richard Linklater häufiger in seinen Filmen ein. Steven Soderbergh verpflichtete ihn für drei Filme; Christopher Nolan für Insomnia – Schlaflos und The Dark Knight. Unter Robert Rodriguez wirkte er 2005 an der Comicverfilmung Sin City in der Rolle des Handlangers Stuka und zwei Jahre später an Planet Terror mit. Eine seiner umfangreichsten Filmrollen hatte Katt im Jahr 2000 in dem Börsenthriller Risiko – Der schnellste Weg zum Reichtum.
Katt war zudem die englische Synchronstimme des Charakters Atton Rand in dem Computerspiel Star Wars: Knights of the Old Republic II: The Sith Lords. Insgesamt wirkte Katt an über 70 Film- und Fernsehproduktionen mit, wobei er nach 2008 nur noch selten zu Rollen kam. Zuletzt trat er 2018 in einer Folge von Casual in Erscheinung. Danach pflegte er seine Mutter einige Jahre bis zu ihrem Tod 2023. Katt starb im Alter von 54 Jahren durch Suizid, er wurde am 8. April 2025 tot in seiner Wohnung aufgefunden.

## Filmografie (Auswahl)
- 1980: Fantasy Island (Fernsehserie, Folge 4x01)
- 1981: Die Maulwürfe von Beverly Hills (Underground Aces)
- 1981: CHiPs (Fernsehserie, Folge 5x08)
- 1981: Vater Murphy (Father Murphy, Fernsehserie, 2 Folgen)
- 1982: Herbie, the Love Bug (Fernsehserie, 5 Folgen)
- 1982: Trapper John, M.D. (Fernsehserie, Folge 4x09)
- 1983: Quincy (Quincy, M. E., Fernsehserie, Folge 8x21)
- 1984: V – Die außerirdischen Besucher kommen (V, Fernsehserie, 2 Folgen)
- 1984: Gremlins – Kleine Monster (Gremlins)
- 1989: Meine teuflischen Nachbarn (The ‘Burbs)
- 1989: Martians Go Home
- 1989, 1990: Mein Lieber John (Dear John, Fernsehserie, 2 Folgen)
- 1992: Sister Act – Eine himmlische Karriere (Sister Act)
- 1993: Confusion – Sommer der Ausgeflippten (Dazed and Confused)
- 1993: American Yakuza
- 1994: Knight Rider 2010 (Fernsehfilm)
- 1995: Generation der Verdammten (The Doom Generation)
- 1995: Mississippi – Fluß der Hoffnung (The Cure)
- 1995: Strange Days
- 1995: Innocent Babysitter (The Babysitter)
- 1996: Die Jury (A Time to Kill)
- 1996: Friends (Fernsehserie, Folge 2x21)
- 1996: Johns – Die Stricher von L.A. (Johns)
- 1996: SubUrbia – Sixpacks, Sex + Supermarkets (SubUrbia)
- 1997: Batman & Robin
- 1998: Phantoms
- 1998: Familiensache (One True Thing)
- 1998: Pizza für eine Leiche (Delivered)
- 1999: The Limey
- 2000: Risiko – Der schnellste Weg zum Reichtum (Boiler Room)
- 2000: Rules – Sekunden der Entscheidung (Rules of Engagement)
- 2000: The Way of the Gun
- 2000–2002: Boston Public (Fernsehserie, 49 Folgen)
- 2001: Waking Life
- 2002: Insomnia – Schlaflos (Insomnia)
- 2002: Voll Frontal (Full Frontal)
- 2003: The Guardian – Retter mit Herz (The Guardian, Fernsehserie, 2 Folgen)
- 2003: The Fan – Schatten des Ruhms (I Love Your Work)
- 2003: Löwen aus zweiter Hand (Secondhand Lions)
- 2003: School of Rock
- 2004: Riding the Bullet
- 2005: Sin City
- 2006: Monk (Fernsehserie, Folge 4x12)
- 2006: World Trade Center
- 2007: Engel im Schnee (Snow Angels)
- 2007: Grindhouse: Planet Terror
- 2007: Law & Order (Fernsehserie, Folge 17x18)
- 2007: Planet Terror
- 2007: Death Proof – Todsicher (Death Proof)
- 2007: Die Fremde in dir (The Brave One)
- 2008: The Dark Knight
- 2011: Bad Sitter (The Sitter)
- 2013: Liberace – Zu viel des Guten ist wundervoll (Behind the Candelabra)
- 2018: Casual (Fernsehserie, Folge 4x06)